# Thyestilla
Thyestilla är ett släkte av skalbaggar. Thyestilla ingår i familjen långhorningar.
Kladogram enligt Catalogue of Life:
| Thyestilla | \| \| Thyestilla coerulea \| \| \| \| \| \| Thyestilla gebleri \| \| \| \| |
|            | \| \| Thyestilla coerulea \| \| \| \| \| \| Thyestilla gebleri \| \| \| \| |
|            | Thyestilla coerulea                                                        |
|            |                                                                            |
|            | Thyestilla gebleri                                                         |
|            |                                                                            |